# Harison
Harison da Silva Nery (ur. 2 stycznia 1980) – brazylijski piłkarz występujący na pozycji pomocnika.

## Kariera klubowa
Od 2001 do 2013 roku występował w klubach Santa Cruz, Urawa Reds, Vissel Kobe, Gamba Osaka, Guarani FC, Ponte Preta, União Leiria, Goiás EC, Al-Ahli Dżudda, Al-Wehda Club Mekka, Sertãozinho, Chengdu Blades, Shenzhen Phoenix, Paysandu SC i Grêmio Barueri.